# Sedum calcicola
Sedum calcicola là một loài thực vật có hoa trong họ Crassulaceae. Loài này được B.L. Rob. & Greenm. miêu tả khoa học đầu tiên năm 1895.